# Hygrochroa floridana
Hygrochroa floridana är en fjärilsart som beskrevs av H.Edwards 1886. Hygrochroa floridana ingår i släktet Hygrochroa och familjen silkesspinnare. Inga underarter finns listade i Catalogue of Life.